# Танвье, Катрин
Катрин Танвье (фр. Catherine Tanvier; род. 28 мая 1965, Тулуза) — французская профессиональная теннисистка. Победительница 9 турниров Virginia Slims и WTA (1 в одиночном разряде), член сборной Франции в Кубке Федерации, победительница Уимблдонского турнира среди девушек (1982).

## Биография
Катрин Танвье, родившаяся в 1965 году в Тулузе, с 3 до 10 лет жила в Алжире. Девочка росла в неблагополучной семье. Её отец Жак бросил жену и детей, и Катрин, ещё подростком ставшая лучшей теннисисткой Франции, обеспечивала семью за счёт доходов от своих выступлений. В 1981 году, в 16 лет, она уже представляла сборную Франции в Кубке Федерации, а в 18 лет стала полуфиналисткой Открытого чемпионата Франции в женском парном разряде. За любимую наголовную повязку поверх длинных светлых волос французская пресса называла её в это время Боржеттой — «малышкой Борг».
Осенью 1983 года на Открытом чемпионате Австралии Танвье обыграла посеянную под седьмым номером Билли Джин Кинг, и вскоре та написала ей письмо, предлагая свои услуги в качестве тренера. Но Катрин узнала об этом письме лишь много лет спустя: как оказалось, её мать, опасаясь утратить своё влияние на дочь и потерять приносимые ею доходы, спрятала от неё письмо, рассказав о нём лишь много позже. Этот год Танвье закончила в числе 40 сильнейших теннисисток мира и к сентябрю 1984 года достигла 20-й строчки в рейтинге WTA. На показательном турнире Олимпийских игр в Лос-Анджелесе, в котором участвовали только молодые теннисисты, она заняла третье место. В парном разряде она поднялась до 16-й позиции к концу 1986 года после выхода в четвертьфинал Уимблдонского турнира и финалы нескольких турниров менее высокого ранга.
Однако профессиональная карьера Танвье рано пошла на спад. Этому способствовали нестабильная игра, неустроенная личная жизнь и сложные отношения со спортивными агентами, которым уходила бо́льшая часть её заработков, но которые при этом вели её финансовые дела крайне неудачно. В начале 1990-х годов из-за травмы колена Танвье прекратила выступления в одиночном разряде, продолжая играть в парах. В последний раз она сыграла за сборную Франции в 23 года, а свой последний титул WTA в парном разряде завоевала в 26 лет. К этому времени бывшая звезда французского тенниса оказалась совершенно без средств к существованию и была вынуждена обратиться в бюро по трудоустройству за пособием по безработице.
Несмотря на трудности и неудачи, Танвье продолжала активно выступать до 1995 года, а на отдельных турнирах появлялась вплоть до 2000 года. В 2007 году была издана её автобиография «Деклассированная: от „Ролан Гаррос“ до пособия по безработице» (фр. Déclassée/De Roland Garros au RMI). В 2010 году на экран вышла лента Жана-Люка Годара «Социализм», в которой Танвье сыграла одну из ролей, а в 2013 году была издана её вторая книга.

## Положение в рейтинге в конце сезона
| Разряд           | 1983 | 1984 | 1985 | 1986 | 1987 | 1988 | 1989 | 1990 | 1991 | 1992 | 1993 | 1994 | 1995 |
| ---------------- | ---- | ---- | ---- | ---- | ---- | ---- | ---- | ---- | ---- | ---- | ---- | ---- | ---- |
| Одиночный разряд | 39   | 30   | 39   | 37   | 96   | 77   | 65   | 99   | 111  | 96   | 765  | 475  | 535  |
| Парный разряд    |      |      |      | 16   | 35   | 34   | 60   | 50   | 32   | 111  | 757  |      | 239  |

## Финалы турниров WTA за карьеру
| Легенда                    |
| -------------------------- |
| Большой шлем (0)           |
| Олимпийские игры (0)       |
| IV категория (0+1)         |
| V категория (1+5)          |
| Virginia Slims/Avon (3+14) |

### Одиночный разряд (1-3)
| Результат | №  | Дата             | Турнир                | Покрытие | Соперница в финале  | Счёт в финале |
| --------- | -- | ---------------- | --------------------- | -------- | ------------------- | ------------- |
| Победа    | 1. | 11 июля 1983     | Фрайбург, ФРГ         | Грунт    | Лаура Аррайя        | 6-4, 7-5      |
| Поражение | 1. | 24 октября 1983  | Фильдерштадт, ФРГ     | Ковёр(i) | Мартина Навратилова | 1-6, 2-6      |
| Поражение | 2. | 29 сентября 1986 | Хилверсюм, Нидерланды | Ковёр(i) | Гелена Сукова       | 2-6, 5-7      |
| Поражение | 3. | 17 февраля 1992  | Чезена, Италия        | Ковёр(i) | Мари Пьерс          | 1-6, 1-6      |

### Женский парный разряд (8-12)
| Результат | №   | Дата             | Турнир                              | Покрытие | Партнёрша           | Соперницы в финале                   | Счёт в финале    |
| --------- | --- | ---------------- | ----------------------------------- | -------- | ------------------- | ------------------------------------ | ---------------- |
| Победа    | 1.  | 5 июля 1982      | Монте-Карло, Монако                 | Грунт    | Вирджиния Рузичи    | Патрисия Медраду Клаудия Монтейро    | 7-6, 6-2         |
| Победа    | 2.  | 8 августа 1982   | Индианаполис, США                   | Грунт    | Иванна Мадруга      | Джоанна Расселл Вирджиния Рузичи     | 7-5, 7-6         |
| Поражение | 1.  | 2 мая 1983       | Открытый чемпионат Италии, Перуджа  | Грунт    | Иванна Мадруга      | Вирджиния Рузичи Вирджиния Уэйд      | 3-6, 6-2, 1-6    |
| Поражение | 2.  | 4 июля 1983      | Хиттфельд, ФРГ                      | Грунт    | Иванна Мадруга      | Беттина Бунге Клаудия Коде-Кильш     | 5-7, 4-6         |
| Поражение | 3.  | 24 октября 1983  | Фильдерштадт, ФРГ                   | Ковёр(i) | Вирджиния Рузичи    | Мартина Навратилова Кэнди Рейнольдс  | 2-6, 1-6         |
| Поражение | 4.  | 10 декабря 1984  | Токио, Япония                       | Ковёр(i) | Элизабет Смайли     | Клаудия Коде-Кильш Гелена Сукова     | 4-6, 1-6         |
| Поражение | 5.  | 13 мая 1985      | Открытый чемпионат Германии, Берлин | Грунт    | Штеффи Граф         | Клаудия Коде-Кильш Гелена Сукова     | 4-6, 1-6         |
| Победа    | 3.  | 4 ноября 1985    | Хилверсюм, Нидерланды               | Ковёр(i) | Марселла Мескер     | Сабрина Голеш Сандра Чеккини         | 6-2, 6-2         |
| Поражение | 6.  | 7 апреля 1986    | Хилтон-Хед-Айленд, США              | Грунт    | Штеффи Граф         | Энн Уайт Крис Эверт                  | 3-6, 3-6         |
| Поражение | 7.  | 14 апреля 1986   | Амилия, США                         | Грунт    | Габриэла Сабатини   | Клаудия Коде-Кильш Гелена Сукова     | 2-6, 7-5, 6-7    |
| Поражение | 8.  | 29 сентября 1986 | Хилверсюм                           | Ковёр(i) | Тина Шойер-Ларсен   | Кэти Джордан Гелена Сукова           | 5-7, 1-6         |
| Поражение | 9.  | 20 октября 1986  | Брайтон, Великобритания             | Ковёр(i) | Тина Шойер-Ларсен   | Штеффи Граф Гелена Сукова            | 4-6, 4-6         |
| Поражение | 10. | 18 мая 1987      | Женева, Швейцария                   | Грунт    | Лаура Гильдемайстер | Бетси Нагельсен Элизабет Смайли      | 6-4, 4-6, 3-6    |
| Поражение | 11. | 19 октября 1987  | Брайтон (2)                         | Ковёр(i) | Тина Шойер-Ларсен   | Кэти Джордан Гелена Сукова           | 5-7, 1-6         |
| Победа    | 4.  | 11 июля 1988     | Ницца, Франция                      | Грунт    | Катрин Сюир         | Изабель Демонжо Натали Тозья         | 6-4, 4-6, 6-2    |
| Победа    | 5.  | 18 июля 1988     | Экс-ан-Прованс, Франция             | Грунт    | Натали Эрман        | Аранча Санчес-Викарио Сандра Чеккини | 6-4, 7-5         |
| Победа    | 6.  | 16 октября 1989  | Байонна, Франция                    | Hard(i)  | Манон Боллеграф     | Рафаэлла Реджи Элна Рейнах           | 7-63, 7-5        |
| Победа    | 7.  | 24 сентября 1990 | Байонна (2)                         | Хард(i)  | Луиза Филд          | Рейчел Маккуиллан Джо-Энн Фолл       | 7-63, 6-75, 7-65 |
| Поражение | 12. | 23 сентября 1991 | Байонна                             | Ковёр(i) | Рейчел Маккуиллан   | Патрисия Тарабини Натали Тозья       | 3-6, отказ       |
| Победа    | 8.  | 17 февраля 1992  | Чезена, Италия                      | Ковёр(i) | Катрин Сюир         | Сабин Аппельманс Рафаэлла Реджи      | без игры         |